# CoESPU
Il Centro di eccellenza per le Unità di polizia di stabilità (Center of Excellence for Stability Police Units, CoESPU) è un centro di formazione dell'Arma dei Carabinieri per le unità di polizia impiegate in operazioni di pace (peacekeeping).
Fondato il 1º marzo 2005 a Vicenza nella caserma intitolata al generale Antonio Edoardo Chinotto, dove ha attualmente sede, è basato sul modello sperimentato dai carabinieri nel corso di missioni di pace effettuate all'estero, ed è soprattutto indirizzato a formare prevalentemente, ma non esclusivamente, personale di paesi appartenenti al continente africano o con necessità di accrescere la propria capacità di sostegno internazionale al supporto di operazioni per la pace.
Alla sua direzione è preposto un generale dei carabinieri, e ha come vicedirettore un colonnello statunitense.

## Il progetto

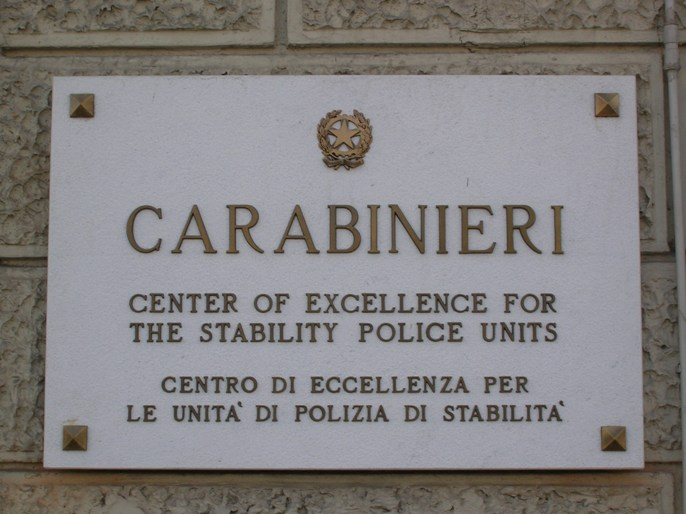
La targa all'ingresso della caserma "Antonio Chinotto"

Nacque per iniziativa italiana, promossa dal Ministero degli Esteri e dal Ministero della Difesa, in collaborazione con il Dipartimento di Stato statunitense, nel quadro delle attività del G8 a sostegno della pace e della sicurezza in Africa, argomento trattato nei Summit di:
- 28° Kananaskis (26-27 giugno 2002)[3];
- 29° Evian (2-3 giugno 2003)[4];
- 30° Sea Island (9-10 giugno 2004)[5];
- 31° Gleneagles (6-8 luglio 2005)[6].

Al vertice di Sea Island l'allora presidente del Consiglio italiano, Silvio Berlusconi, presentò congiuntamente a George W. Bush un piano d'azione denominato "Expanding Global Capability for Peace Support Operations", nel quale la comunità internazionale si impegnava al rafforzamento delle forze di pace su scala mondiale, in primo luogo attraverso la formazione e l'addestramento di circa 75.000 peacekeepers entro il 2010.
Sulla base delle esperienze maturate nel corso delle recenti missioni di pace, sarebbe emersa - secondo gli estensori - la necessità di disporre sul campo non solo della componente militare, ma anche di una di polizia, pari a circa il 10% della forza, specificamente addestrata per fronteggiare turbative dell'ordine pubblico e terrorismo in contesti post-bellici o destabilizzati; le forze di polizia sarebbero perciò da strutturare in unità organiche, le cosiddette "Stability Police Units". In questo ambito si inquadra la costituzione del CoESPU.

## Obiettivi

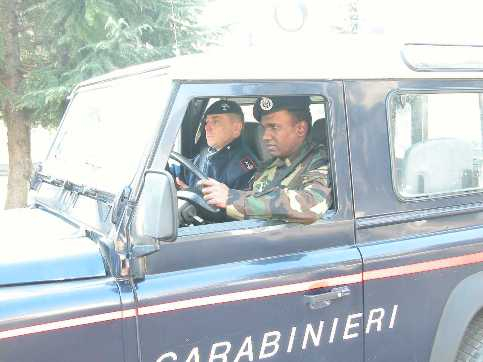
Lezione di guida

Il centro di addestramento ha come lingua ufficiale l'inglese (ma vengono tenute lezioni anche in francese), è ispirato al principio della "formazione a cascata", è finalizzato alla formazione di peacekeepers che svolgeranno compiti di polizia a favore di popolazioni presenti in zone destabilizzate da recenti conflitti, in sostituzione o in affiancamento delle forze di polizia locali, di protezione delle altre componenti delle missioni di pace da minacce non militari, come il crimine organizzato o diffuso ed il terrorismo, sostenendo i ricostituiti governi nei loro sforzi di consolidamento della democrazia e di sostegno della pace e della sicurezza.

## Funzioni
Il CoESPU ha la funzione di:

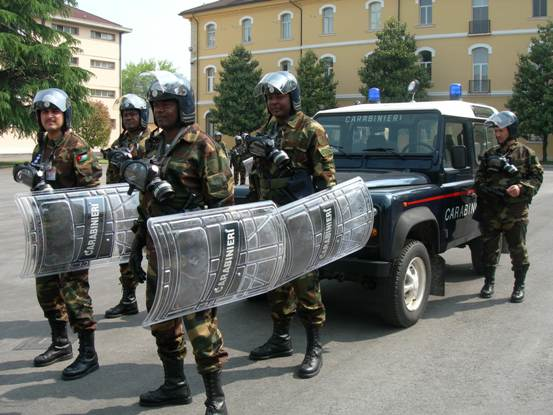
Addestramento alla gestione dell'ordine pubblico

- addestrare personale istruttore straniero che, una volta rientrato in patria, sarà impiegato per la formazione e l'addestramento di Unità di polizia di stabilità (Stability Police Units, SPUs) nell'ambito delle locali forze di polizia preferibilmente a statuto militare (ad esempio carabinieri/gendarmeria), pronte per essere impiegate in operazioni per il supporto della pace (Peace Support Operations, PSOs), nelle aree di crisi per conto dell'ONU o di altre Organizzazioni Internazionali[8];
- sviluppare una dottrina comune e coordinare la standardizzazione delle regole di condotta e degli equipaggiamenti da utilizzare durante l'impiego nelle PSOs;
- promuovere i principi di cooperazione ed interazione tra forze di polizia, militari e civili inquadrate nelle PSOs;
- verificare sul posto, attraverso dei MATs (Mobile Assistance Teams) quanto appreso dalle forze di polizia addestrate dagli istruttori addestrati dal CoESPU;
- aggiornare i programmi addestrativi in base a quanto acquisito nel corso delle varie missioni attraverso lo studio delle cosiddette lezioni apprese (lessons learned);

## Corsi
Oltre a corsi specifici definiti per particolari esigenze o impiego in determinate missioni, nell'ambito di attività addestrative per l'Unione europea e la NATO, vengono tenute principalmente due tipologie di corsi:
- High Level Course, della durata di 5 settimane e riservato ai Senior Officers (ufficiali con grado di maggiore-colonnello o equivalenti civili);
- Middle Management Course, della durata di 7 settimane e riservato ai Junior Officers/NCOs (sottufficiali e ufficiali sino al grado di capitano o equivalenti civili).

Dal 2016, in collaborazione con l'OSCE, si sono tenuti nove esercizi di simulazione volti a favorire la cooperazione interdisciplinare e internazionale nell'ambito della prevenzione della tratta di esseri umani e del sostegno alle vittime. All'edizione del 2021 hanno preso parte oltre 40 partecipanti provenienti da sei paesi. Il progetto è stato finanziato dal governo italiano.

## Stati partecipanti

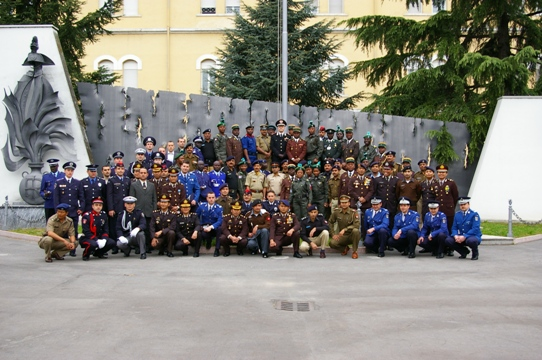
Foto di gruppo

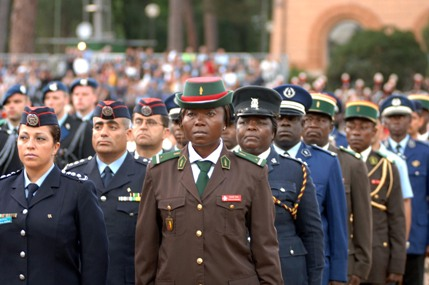
Cerimonia dell'alzabandiera

Hanno aderito al progetto inviando loro personale da addestrare i governi di:
- Benin
- Burkina Faso
- Camerun
- Cile
- Egitto
- India
- Indonesia
- Gabon
- Giordania
- Kenya
- Mali
- Marocco
- Nepal
- Nigeria
- Pakistan
- Romania
- Senegal
- Serbia
- Sudafrica
- Ucraina

## Stati contribuenti

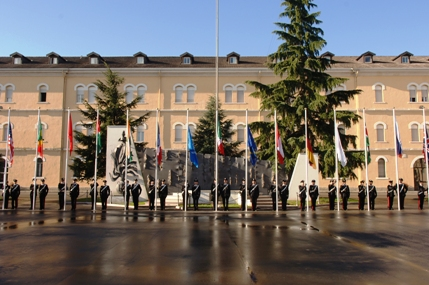
Le bandiere nel cortile della caserma

Oltre agli Stati Uniti d'America contribuiscono al progetto "CoESPU", inviando loro istruttori qualificati, i seguenti Paesi:
- Camerun;
- Francia;
- Nigeria;
- Russia;
- Senegal;
- Sudafrica

## Campo di collaborazione
Il CoESPU, per le sue attività, collabora, mantiene contatti ed organizza scambi dottrinali nell'ambito del Diritto Internazionale, Diritto Umanitario, Diritto Internazionale dei Conflitti Armati, Protezione dei rifugiati, Gestione dei prigionieri e Cooperazione civile/militare(CIMIC), con numerose istituzioni, enti, università e centri di addestramento nazionali ed internazionali, tra cui:
- UN Department of Peacekeeping Operations
- Unione europea
- Organizzazione per la Sicurezza e la Cooperazione in Europa (OSCE)
- Forza di gendarmeria europea (Eurogendfor)
- European Union Police Mission
- Unione Africana
- Economic Community Of West African States (ECOWAS)
- NATO
- NATO Joint Analysis and Lessons Learned Centre
- United States Institute of Peace
- UN Staff College
- US Army Center for Army Lessons Learned
- US Army Peacekeeping and Stability Operations Institute
- International Network to Promote the Rule of Law
- Istituto Internazionale di Diritto Umanitario
- George C. Marshall European Center for Security Studies
- Scuola Superiore Sant'Anna

## Comandanti
- Generale di divisione Pietro Pistolese (settembre 2004 - novembre 2005)
- Generale di brigata Leonardo Leso (dicembre 2005 - settembre 2006)
- Generale di divisione Emilio Borghini (settembre 2006 a gennaio 2009)
- Generale di brigata Umberto Rocca (da febbraio 2009 a luglio 2013)
- Generale di Brigata Paolo Nardone ( da luglio 2013 a maggio 2016)
- Generale di Divisione Giovanni Pietro Barbano (da giugno 2016 a luglio 2023)
- Generale di Brigata Giuseppe De Magistris (da luglio 2023)

## Vicedirettori
- Colonnello Christine Stark, United States Army MP[10] (ottobre 2005 - gennaio 2006)
- Colonnello Mark G. Oswald[11] (gennaio 2006 - giugno 2007)
- Colonnello Charles Bradley Jr. (luglio 2007 - agosto 2009)
- Colonnello Mark D. Franklin, United States Marine Corps[12](settembre 2009 - )
- Colonnello Rebecca Hazelett, US Army MP.
- Colonnello Will Daniel, US Army